# Jaime Bermúdez

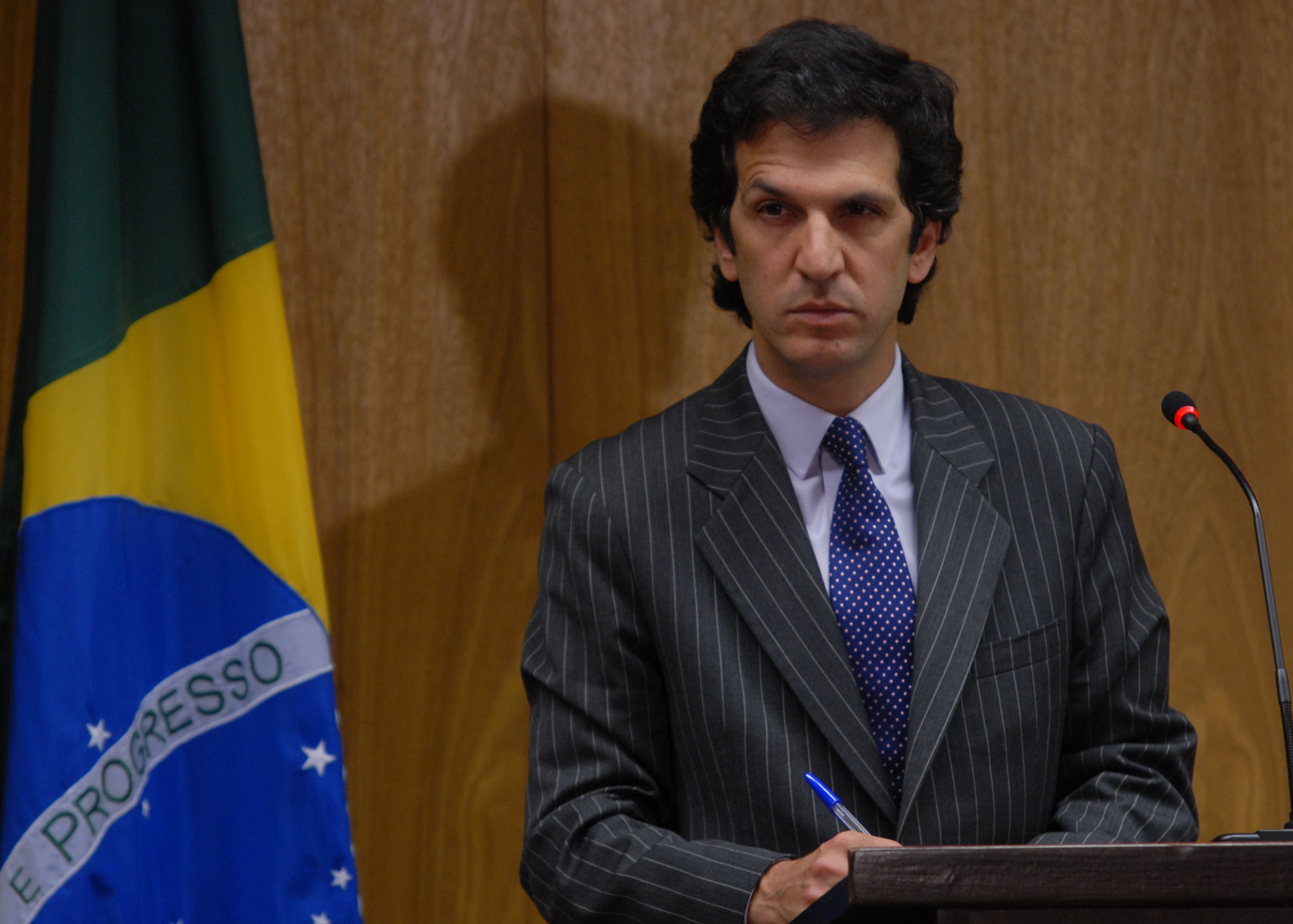
Jaime Bermúdez (2008)

Signatur Jaime Bermúdez'

Jaime Bermúdez Merizalde (* 1966 in Bogotá) ist ein kolumbianischer Diplomat und Politiker.

## Biografie
Nach dem Schulbesuch studierte er Rechtswissenschaften an der Universidad de los Andes, das er mit einem akademischen Grad abschloss. Danach erfolgte seine Zulassung zum Rechtsanwalt.
Nach seiner Rückkehr nach Kolumbien wurde er zunächst Berater des Präsidenten und anschließend von 1991 bis 1993 Mitarbeiter im Beratungsbüro für Menschenrechte. Zwischen 1993 und 1994 war er Berater des Außenministers, wo er zugleich Koordinator der Kommission für Nachbarschaften sowie der Veröffentlichung des Buches „Kolumbien und Venezuela - Ein neues bilaterales Schema“ war. 1994 war er außerdem Beobachter der Vereinten Nationen bei der Präsidentschaftswahl in Südafrika.
1996 begann er eine Tätigkeit als Exekutivdirektor des Iberoamerikanischen Marktforschungkonsortiums CIMA. Während dieser Zeit absolvierte er auch ein Postgraduiertenstudium am St Antony’s College der University of Oxford, wo er einen Doktortitel (Ph.D.) für seine speziellen Studien zur Öffentlichen Meinung erwarb. Nach Beendigung der Promotion war er auch Berater für Kommunikationsstrategien, öffentliche Angelegenheiten und Krisenmanagement im wirtschaftlichen, multinationalen und öffentlichen Bereich.
2002 wurde er Kommunikationsberater von Álvaro Uribe Vélez bei dessen Präsidentschaftswahlkampf. Nach der Wahl Uribes zum Präsidenten wurde er am 7. August 2002 dessen Berater für Kommunikation und behielt dieses Amt bis zum Ende von Uribes Amtszeit im August 2006. In dieser Funktion beriet er den Präsidenten zum Beispiel in Fragen der Umstrukturierung der Telecom, den Umgang mit dem Arbeiterkonflikt bei Ecopetrol, der Koordinierung der Darstellung Kolumbiens im Ausland, der Kampagne für das Freihandelsabkommen mit den USA, der Koordinierung der Regierungskommunikation, der Vorbereitung von Reden, Krisenmanagement und internationalen Angelegenheiten. Daneben war er Direktor der Export- und Investmentförderungsagentur PROEXPORT sowie Direktor der Kampagne „Colombia es Pasión“.
Im September 2006 wurde er von Präsident Uribe zum Botschafter in Argentinien ernannt.
Präsident Uribe ernannte ihn schließlich am 16. Juli 2008 zum Nachfolger des zurückgetretenen Fernando Araújo zum Außenminister. In dieser Funktion forderte er vor einem Gipfel Ende August 2009 der Union Südamerikanischer Nationen (UNASUR) eine verstärkte Zusammenarbeit zur Bekämpfung von Terrorismus und Drogenhandel. Zum anderen sucht er einen Ausbau der guten Beziehungen zu den USA.